# Humlův dům
Humlův (či Hummlův, Hummelův) dům, zvaný též Trnkův je pozdně barokní až klasicistní dům z let 1769–74. Stojí na Kampě na Malé Straně, Praha 1, na adrese Hroznová 500/1, přiléhá k domu čp. 543.

## Dějiny objektu

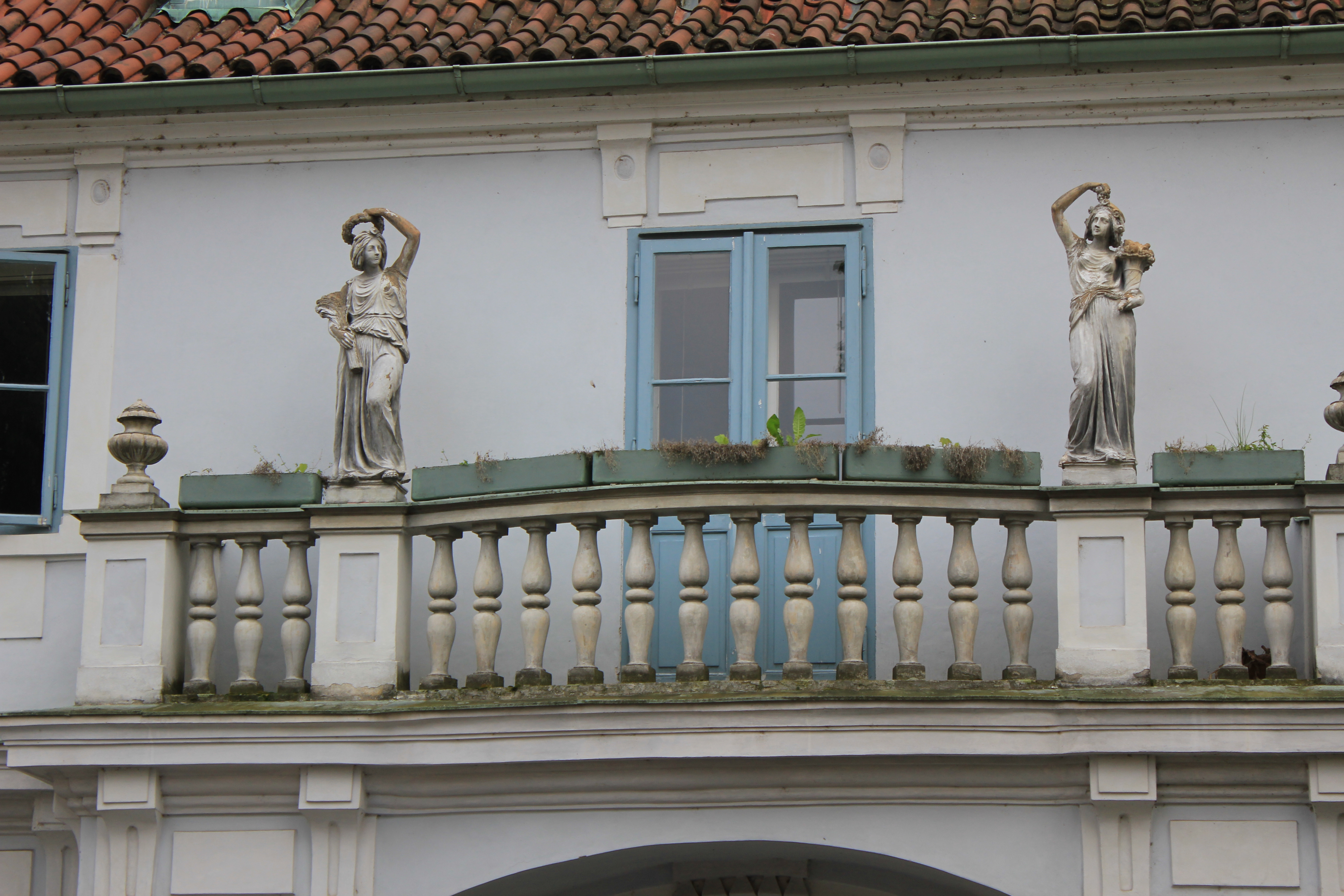
Detail výzdoby domu

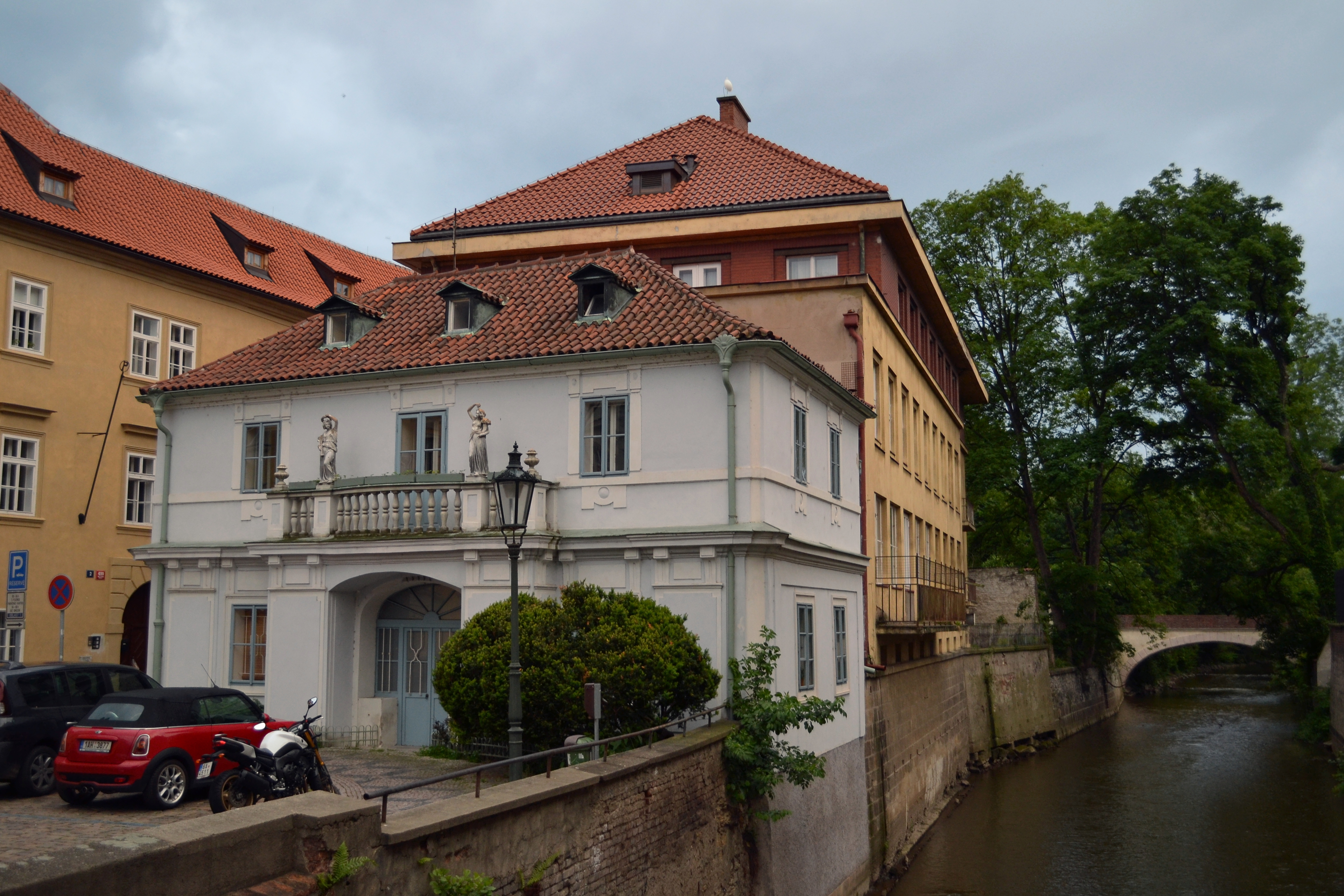
Humlův dům

### Parcela
Parcela, na níž stojí dnešní budova, byla původně nezastavěnou plochou na břehu Čertovky. Teprve v roce 1629 byla prodána jako stavební parcela, nicméně s výstavbou se zde započaslo až koncem 17. století. Do té doby byla spojena s vedlejším domem čp. 490/III.

### Matyáš Hummel
Teprve v roce 1761 prázdné stavební místo výhodně koupil pražský stavitel Matyáš Hummel. Není známo, kdy začal s výstavbou svého obytného domu (v pozdně barokním až klasicistním stylu). Jako nejpravděpodobnější se jeví roky 1769–1774, neboť v roce 1774 je již dům zmíněn jako Hummlův majetek. Zcela jistě pak lze existenci doložit od roku 1786, a to podle záznamů Ignáce Jana Nepomuka Palliardiho a Josefa Jägera.

### Další majitelé
Dům byl upraven v roce 1865 pro potřeby herce Pavla Švandy ze Semčic, kterému patřil, jméno stavitele však nelze s jistotou určit (pravděpodobně jím byl František Václavík). Roku 1959 dům zakoupil výtvarník Jiří Trnka, který jej rovněž nechal upravit.

## Okolí
V blízkosti paláce se nacházejí další významné objekty:
- Buquoyský palác
- Malý Buquoyský palác
- Velkopřevorský palác
- Lennonova zeď
- Palác Metychů z Čečova
- Štěpán(ov)ský (Velkopřevorský) mlýn